# Nicolas Mignard
Nicolas Mignard (Troyes, 7 de febrero de 1606 - París, 20 de marzo de 1668). Llamado «Mignard d'Avignon» fue un pintor y grabador barroco francés, hermano de Pierre Mignard. Estudió con un pintor cuyo nombre se desconoce.

## Biografía
Nieto de Pantaléon Mignard, vendedor de armas, hijo de Pierre Mignard y de Marie Gallois, fue hermano del pintor Pierre Mignard llamado « Mignard le Romain » o el romano y padre de Pierre II Mignard llamado «le chevalier Mignard».
De 1635 a 1637, estuvo en Roma copiando a obras de los pintores Annibale Carracci  y Francesco Albani. Luego se estableció en Aviñón, donde pintó para un aficionado los Amores de Théagène y Chariclêe, y donde se casó. También trabajó para notables y conventos.
Llamado a París por Mazarino en 1660, estuvo encargado por Louis XIV de decorar varias habitaciones de la planta baja del Palacio de las Tullerías.
Fue recibido en la Academia el 3 de marzo de 1663 y acabó siendo rector.
Dejó cinco tablas grabadas según las pinturas hechas por Annibale Carracci para la Galería Farnesio.

## Obras
Numerosos retratos, entre los que están los del rey, la reina, y de la mayoría de los señores de la corte , pero también:
- Samuel Bernard
- Molière
- Simon Vouet

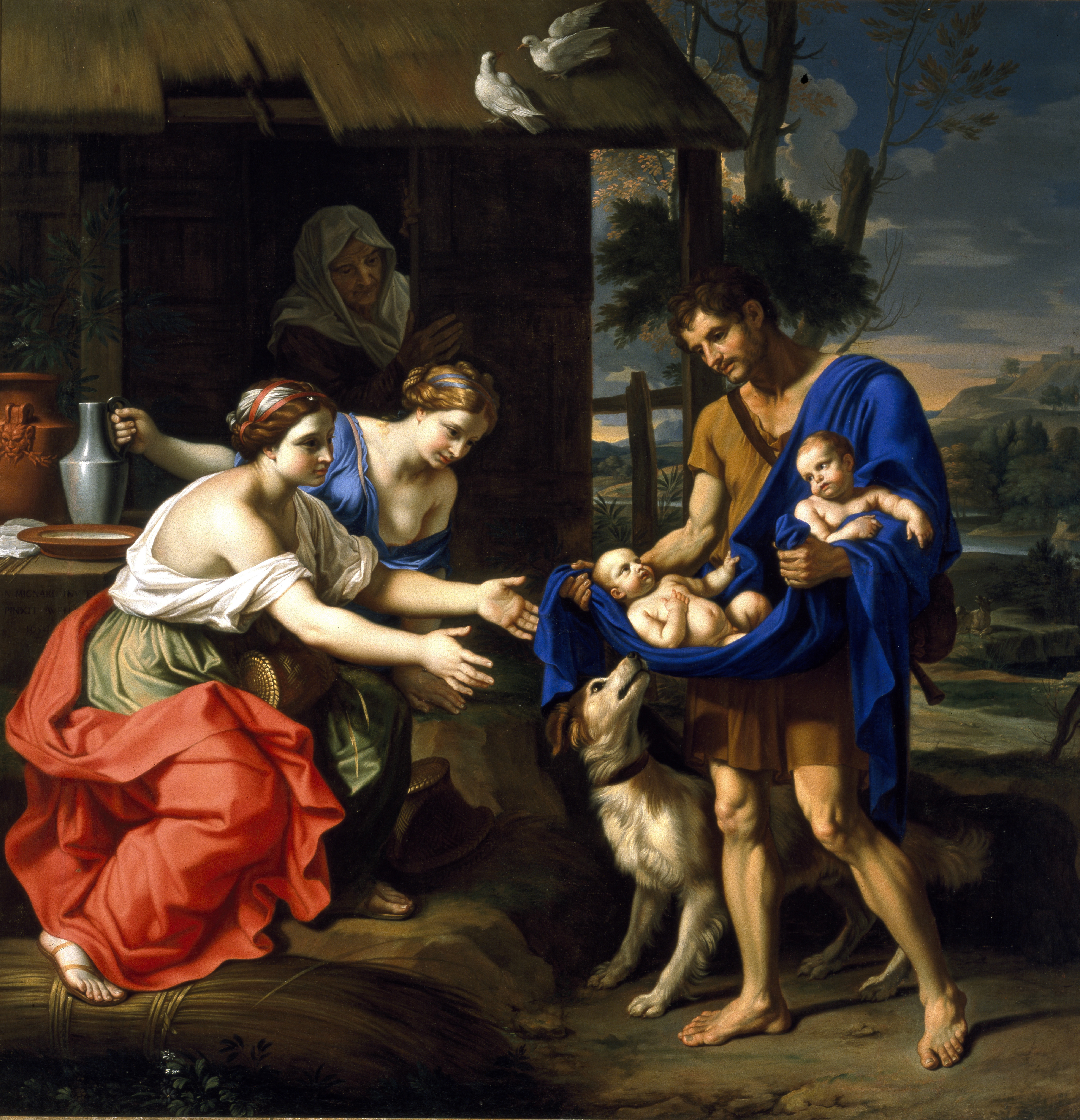
El Pastor Fastulus trayendo a Romulus y a Remus a su esposa, 1654, Museo de Arte de Dallas
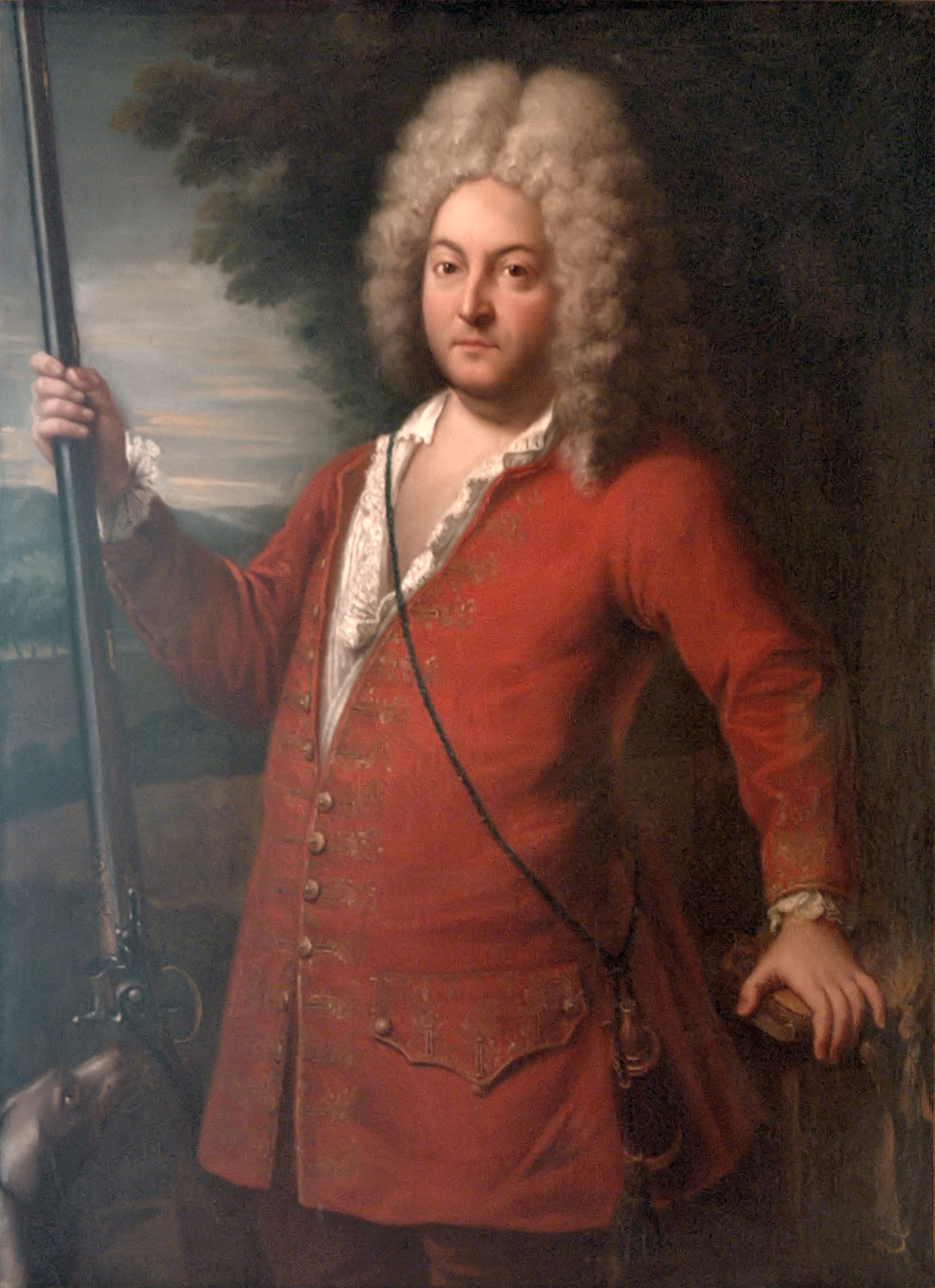
Retrato de Samuel Bernard
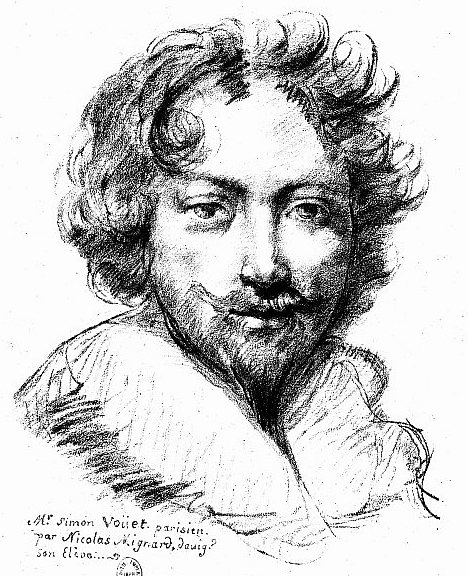
Retrato de Simon Vouet (1590-1649)

- Trabajos de decoración en el Palacio de las tullerías
- Apolo y las cuatro estaciones
- Apolo y Pitón (mitología)
- Apolo y Midas
- Apolo y las tres musas